# Uldis Pūcītis
Uldis Pūcītis (ur. 15 kwietnia 1937 roku w Rance, zm. 14 grudnia 2000 roku w Rydze) – łotewski aktor teatralny, filmowy i telewizyjny oraz reżyser filmowy.

## Życiorys

### Dzieciństwo i edukacja
Uldis Pūcītis urodził się 15 kwietnia w Rance w Okręgu Gulbene jako syn Jānisa Pūcītisa i Anny Pūcīte. Po ukończeniu nauki w lokalnej szkole wyjechał do Rygi, gdzie studiował w Łotewskim Konserwatorium, które ukończył w 1959 roku. Po skończeniu studiów rozpoczął pracę jako nauczyciel w jednej ze szkół w Aizpute.

### Kariera
W 1959 roku zadebiutował jako aktor filmowy, wcielając się w rolę rybaka w filmie Svešiniece ciemā. W latach 1960–1972 był aktorem w Teatrze Liepāja. W latach 1964-193 pracował w Teatrze Dailes, zaś w latach 1962-1964 oraz 1973-1992 pracował w Teatrze Młodzieży. W 1966 roku zagrał swoją główną rolę Edgara w filmie Purva bridējs, będącym ekranizacją noweli Rūdolfsa Blaumanisa o tym samym tytule. Rok później zagrał główną rolę Cezarsa Kalninsa w filmie pt. Elpojiet dzili. W 1970 roku zagrał jedną z głównych ról w filmie Risk.
Od 1971 roku wcielał się w rolę Ioganna Rittera w sowieckim miniserialu Biełaja ziemla. W 1973 premierę miał film pt. Maaletulek, w którym Pūcītis zagrał postać Reina. Rok później wcielił się w postać Stroda w filmie pt. Tsimbireli papa. W październiku tego samego roku premierę miał sowiecki film pt. Swiet w konce tonnelia, w którym Pūcītis zagrał rolę Janisa. W 1975 roku zagrał rolę Janisa Krastinsa w filmie pt. Paradizes atslegas. W 1977 roku zagrał główną rolę Zigurdsa Markansa w produkcji pt. Atspulgs udeni. W styczniu 1978 roku premierę miał węgierski film pt. Liekam but, w którym zagrał rolę Petka. W lutym kolejnego roku premierę miał film pt. Oddział specjalnego rozpoznania, w którym zagrał jedną z głównych ról. W tym samym roku zagrał inspektora Piotra Glebskiego w filmie pt. „Hukkunud Alpinisti” hotell.
W 1998 napisał scenariusz miniserialu Izpostītā ligzda dla stacji Latvijas Televīzija (LTV), którego był także współreżyserem (razem z Armandsem Zvirbulisem). Produkcja zapewniła mu statuetkę Lielais Kristaps, będącą najważniejszą nagrodą łotewskiego kina.

### Śmierć
Pod koniec 2000 roku Pūcītis zachorował podczas pobytu w swoim domu letniskowym w Jūrmali. Po przewiezieniu go do szpitala w Rydze, zdiagnozowano u niego wrzód żołądka. Ostatecznie zmarł z powodu zatorowości płucnej. Jego ciało zostało pochowane na ryskim Cmentarzu Leśnym.

## Życie prywatne
Uldis Pūcītis ożenił się z Olīviją Pūcīte (z domu Poselanowa), z którą ma córkę Milēnę Gulbe-Kavace. Jego wnukiem jest tenisista Ernests Gulbis.

## Filmografia
Poniższy spis uwzględnia wybrane role w dorobku Uldisa Pūcītisa:
- 1959: Svešiniece ciemā – rybak
- 1965: Zagowor posłow
- 1966: Purva bridejs – Edgar
- 1966: Akmens un skembas – Alfons
- 1966: Tobago menyaet kurs
- 1967: Elpojiet dzili – Cezars Kalnins
- 1968: Kogda dożdʹ i wietier stuczat w okno – Pakrastyn
- 1968: Kapteina Enriko pulkstenis – profesor
- 1968: Eksperiment doktora Absta
- 1969: Noch pered rassvetom (miniserial) – Horst Tornau
- 1970: Risk
- 1971: Biełaja ziemla (miniserial) – Iogann Ritter
- 1973: Chinara (miniserial)
- 1973: Maaletulek – Rein
- 1974: Tsimbireli papa – Strod
- 1974: Swiet w konce tonnelia – Janis
- 1974: Rożdiennaja riewolucyjej (miniserial) – Siergiew
- 1975: Paradizes atsgelas – Janis Krastins
- 1976: Wremia wybrało nas – Paul Richter
- 1977: Atspulgs udeni – Zigurds Markans
- 1978: Liekam but – Petak
- 1979: Oddział specjalnego rozpoznania
- 1979: „Hukkunud Alpinisti” hotell – inspektor Piotr Glebski
- 1980: Bracia Riko – Marco Felici
- 1989: Zitaru dzimta
- 1989: Latishi?
- 1990: Maija i Paija – Svilis